# Кукци
Кукци (итал. Cucazzi) су насеље у Републици Хрватској у саставу Града Пореча у Истарској жупанији.

## Демографија
На попису становништва 2011. године, Кукци су имали 500 становника.
Према попису становништва из 2001. године у насељу Кукци живело је 368 становника који су живели у 102 породична, 18 самачких домаћинстава и једном непородичном домаћинству.
Кретање броја становника по пописима 1857—2001.
| година пописа  | 1857. | 1869. | 1880. | 1890. | 1900. | 1910. | 1921. | 1931. | 1948. | 1953. | 1961. | 1971. | 1981. | 1991. | 2001. |
| бр. становника | 0     | 0     | 49    | 54    | 63    | 82    | 0     | 0     | 77    | 73    | 61    | 46    | 82    | 215   | 368   |

Напомена:У 1857, 1869, 1921. и 1931. подаци су садржани у насељу Нова Вас. Од 1880. do 1910. Исказивано је као део насеља.

## Попис1991.
На попису становништва 1991. године, насељено место Кукци је имало 215 становника, следећег националног састава:
| Попис 1991.‍  | Попис 1991.‍  | Попис 1991.‍ | Попис 1991.‍ | Попис 1991.‍ |
| ------------ | ------------ | ----------- | ----------- | ----------- |
|              |              |             |             |             |
| Хрвати       | Хрвати       |             | 122         | 56,74%      |
| Италијани    | Италијани    |             | 11          | 5,11%       |
| Југословени  | Југословени  |             | 10          | 4,65%       |
| Муслимани    | Муслимани    |             | 8           | 3,72%       |
| Словенци     | Словенци     |             | 5           | 2,32%       |
| Словаци      | Словаци      |             | 3           | 1,39%       |
| Срби         | Срби         |             | 3           | 1,39%       |
| Албанци      | Албанци      |             | 2           | 0,93%       |
| Македонци    | Македонци    |             | 1           | 0,46%       |
| Црногорци    | Црногорци    |             | 1           | 0,46%       |
| Чеси         | Чеси         |             | 1           | 0,46%       |
| регион. опр. | регион. опр. |             | 37          | 17,20%      |
| непознато    | непознато    |             | 11          | 5,11%       |
| укупно: 215  |              |             |             |             |